# Saddle Point
Saddle Point är en udde på ön Heard Island i Heard- och McDonaldöarna (Australien).